# Zeanuri
Zeanuri – gmina w Hiszpanii, w prowincji Biskaja, w Kraju Basków, o powierzchni 66,97 km². W 2011 roku gmina liczyła 1312 mieszkańców.